# ゴウサウェイン
ゴウサウェイン (Gowsaweyne, Gawsa Weyne) はソマリランドのスール地域のアイナバ地区にある村。

## 歴史
2013年8月、ゴウサウェイン近郊でCismaan Iidle氏族とSacadyoonis氏族の戦闘が発生し、数名の死者が出た。
2014年1月、ゴウサウェイン近郊で戦闘が発生し、Jama Siyad氏族のYagori支族によって、Sa'ad Yonis氏族の少なくとも4人が殺された。8月末にソマリランド政府長官などの仲介で停戦。
2014年6月、オーグとガラダグを結ぶ道路が完成し、その開通式にゴウサウェインからも代表者が出席した。
2017年10月、ソマリランド選挙委員会による有権者登録が行われ、ゴウサウェインに設けられた2つの選挙区では合わせて900人が登録された。
2018年1月、ガラダグ地区の役人が、ユニセフとノルウェー難民評議会から資金提供されているプロジェクトの進捗状況を監査するため、ゴウサウェインを訪問。
2021年4月、ゴウサウェインを含むこの地域一帯が暴風雨に襲われた。